# Star Alliance
Star Alliance est une alliance de compagnies aériennes, la première à voir le jour le 14 mai 1997. Les membres fondateurs sont Air Canada, Lufthansa, Scandinavian Airlines System, Thai Airways International et United Airlines. À la suite de la sélection du groupe Air France-KLM, qui acquiert 19,9% des parts de la Scandinavian Airlines System, la compagnie quitte Star Alliance pour rejoindre SkyTeam en 2024.
Elle reste aujourd'hui la plus importante, avec vingt-cinq membres. Ses deux principales concurrentes sont Skyteam et Oneworld.
En novembre 2023, le siège est transféré à Singapour. Avant elle siégeait à Francfort-sur-le-Main, en Allemagne.
ITA Airways a entamé son intégration au groupe Lufthansa et à l’alliance Star Alliance, un processus qui devrait être entièrement achevé d’ici 2026.

## Membres

### Membres actuels
Les vingt-cinq membres au 10 février 2025
| Compagnies membres            | A joint l'alliance | Flotte (mai 2019) | Livrée Star Alliance |
| ----------------------------- | ------------------ | ----------------- | -------------------- |
| Aegean Airlines               | 2010               | 49                |                      |
| Air Canada                    | 1997               | 397               |                      |
| Air China                     | 2007               | 397               |                      |
| Air India                     | 2014               | 127               |                      |
| Air New Zealand               | 1999               | 113               |                      |
| All Nippon Airways            | 1999               | 266               |                      |
| Asiana                        | 2003               | 84                |                      |
| Austrian Airlines             | 2000               | 83                |                      |
| Avianca                       | 2012               | 190               |                      |
| Brussels Airlines             | 2009               | 48                |                      |
| Copa Airlines                 | 2012               | 104               |                      |
| Croatia Airlines              | 2004               | 12                |                      |
| Egypt Air                     | 2008               | 69                |                      |
| Ethiopian Airlines            | 2011               | 108               |                      |
| EVA Air                       | 2013               | 79                |                      |
| Lot Polish Airlines           | 2003               | 75                |                      |
| Lufthansa                     | 1997               | 351               |                      |
| Shenzhen Airlines             | 2012               | 215               |                      |
| Singapore Airlines            | 2000               | 112               |                      |
| South African Airways         | 2006               | 46                |                      |
| Swiss International Air Lines | 2006               | 90                |                      |
| TAP Air Portugal              | 2005               | 99                |                      |
| Thai Airways International    | 1997               | 102               |                      |
| Turkish Airlines              | 2008               | 335               |                      |
| United Airlines               | 1997               | 1329              |                      |

### Partenaires de connexion
| Connecting Partners | A joint l'alliance |
| ------------------- | ------------------ |
| Juneyao Airlines    | 2017               |
| Thai Smile          | 2020               |

Membres hors-aéronautiques
- Deutsche Bahn
- ÖBB

### Anciens membres
- Ansett Australia — liquidée en 2001.
- Mexicana — quitte Star Alliance en 2004, partage ses codes avec American Airlines et Qantas, et rejoint Oneworld en 2009 avant de faire faillite en 2010.
- Varig — quitte Star Alliance en 2007 en faillite.
- Shanghai Airlines — quitte Star Alliance en 2010 à la suite de la fusion avec China Eastern Airlines, membre de Skyteam.
- Continental Airlines — fusionne avec United Airlines en 2012.
- Spanair — en faillite en 2012.
- Bmi — vendu par Lufthansa à British Airways, membre de Oneworld, bmi quitte l'alliance le 20 avril 2012.
- Blue1 — quitte l'alliance en novembre 2012 puis cesse ses activités.
- TAM Linhas Aéreas — fusionne avec LAN Airlines, membre de Oneworld, pour créer LATAM Airlines Group. Quitte l'alliance le 31 mars 2014.
- US Airways — fusionne avec AMR Corportation, propriétaire d'American Airlines, membre de Oneworld, pour créer American Airlines Group, Inc. Quitte l'alliance le 31 mars 2014.
- Avianca Brasil — en faillite en 2019.
- Adria Airways en faillite en septembre 2019
- Scandinavian Airlines System, rachat de part par le groupe Air France-KLM, quitte Star Alliance pour rejoindre Skyteam en 2024.

## Historique des membres
- 1997 : L'alliance est créée par Air Canada, United, Lufthansa, Scandinavian Airlines et Thai[10]. Varig la rejoint.
- 1999 : Ansett, ANA et Air New Zealand rejoignent l'alliance.
- 2000 : Singapore Airlines, BMI, Mexicana, et le groupe Austrian Airlines (composé de Austrian Airlines, Tyrolean et Lauda Air) rejoignent l'alliance.
- 2001 : Ansett fait faillite.
- 2003 : Asiana Airlines, LOT Polish Airlines et Spanair rejoignent l'alliance.
- 2004 : US Airways rejoint l'alliance, Mexicana la quitte. Trois compagnies régionales la rejoignent : Adria Airways, Blue1 et Croatia Airlines.
- 2005 : TAP Air Portugal la rejoint.
- 2006 : Swiss International Air Lines et South African Airways la rejoignent.
- 2007 : Air China,Shanghai Airlines et PORTUGALIA devenue en 2016 TAP AIR Portugal express la rejoignent.
- 2008 : Turkish Airlines et Egypt Air la rejoignent.
- 2009 : Continental Airlines et Brussels Airlines ont rejoint l'alliance.
- 2010 : TAM Linhas Aéreas et Aegean Airlines ont rejoint l'alliance. Shanghai Airlines quitte l'alliance le 31 octobre[11] à la suite de la fusion avec China Eastern Airlines, membre de l'alliance Skyteam.
- 2011 : Ethiopian Airlines devient le 28e membre le 13 décembre.
- 2012 : Spanair cesse ses opérations.
- 2012 : Bmi détenue jusqu'alors par le groupe Lufthansa est cédée à IAG et quitte l'alliance.
- 2012 : AviancaTaca et Copa Airlines rejoignent l'alliance le 21 juin, portant le nombre total de membres à 27.
- 2012 : Le 29 novembre, Shenzhen Airlines devient membre de l'alliance.
- 2013 : Le 18 juin, Eva Air intègre l'alliance[12].
- 2014 : Le 30 mars, TAM Linhas Aéreas et US Airways quittent l'alliance pour Oneworld.
- 2014 : Le 23 juin, Air India est admise dans l'alliance[13].
- 2019 : Adria Airways fait faillite
- 2023 : Scandinavian Airlines System, membre fondateur, annonce son intentention de quitter l'alliance pour rejoindre Skyteam.
- Ita Airways quitte SkyTeam en 2025 pour rejoindre Star Alliance en 2026 car elle est acquise par Lufthansa. La compagnie italienne quitte cette alliance dont elle est membre depuis plus de 20 ans (suite à Alitalia).

## Galerie de photos

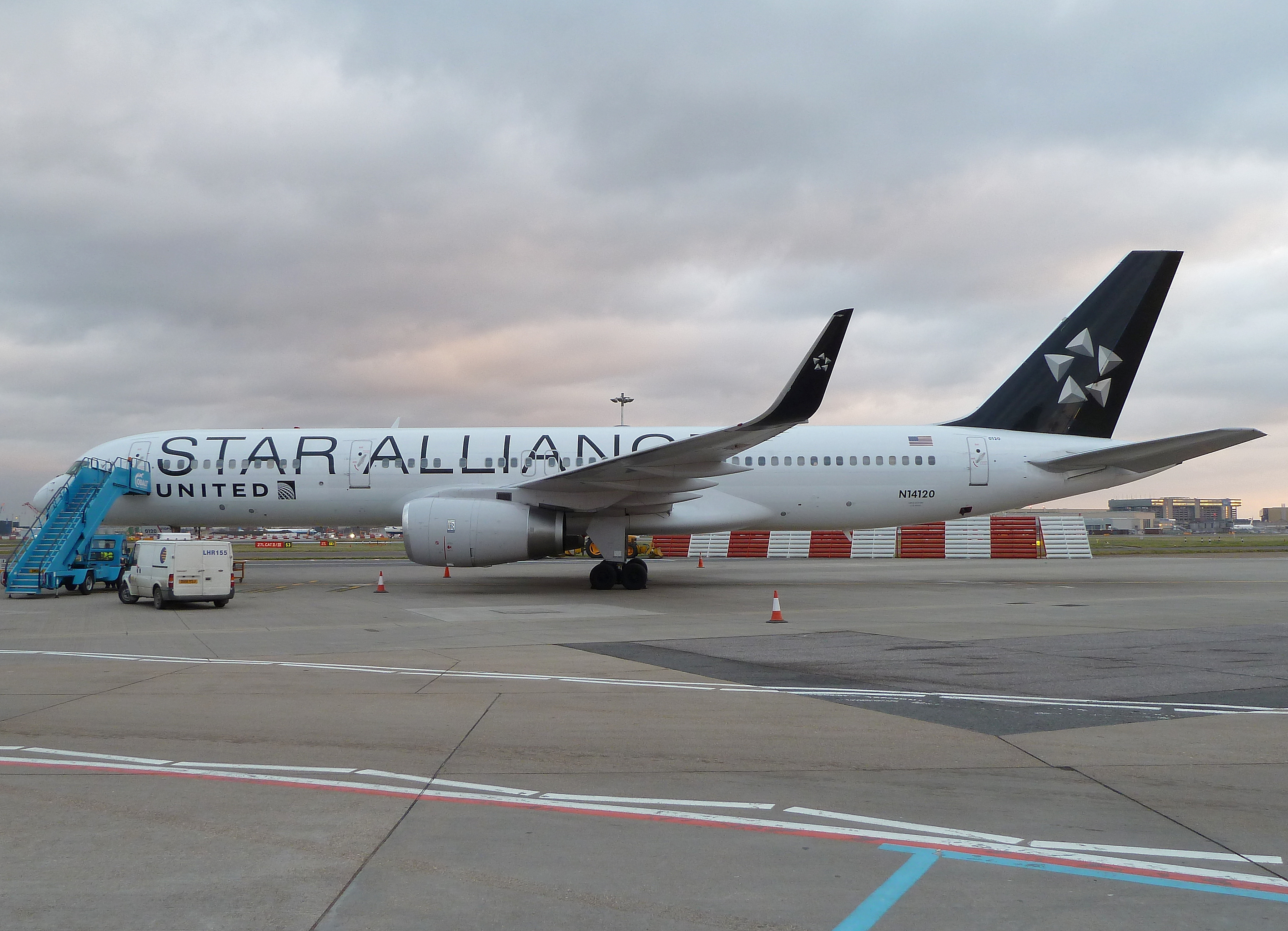
Livrée Star Alliance United Airlines
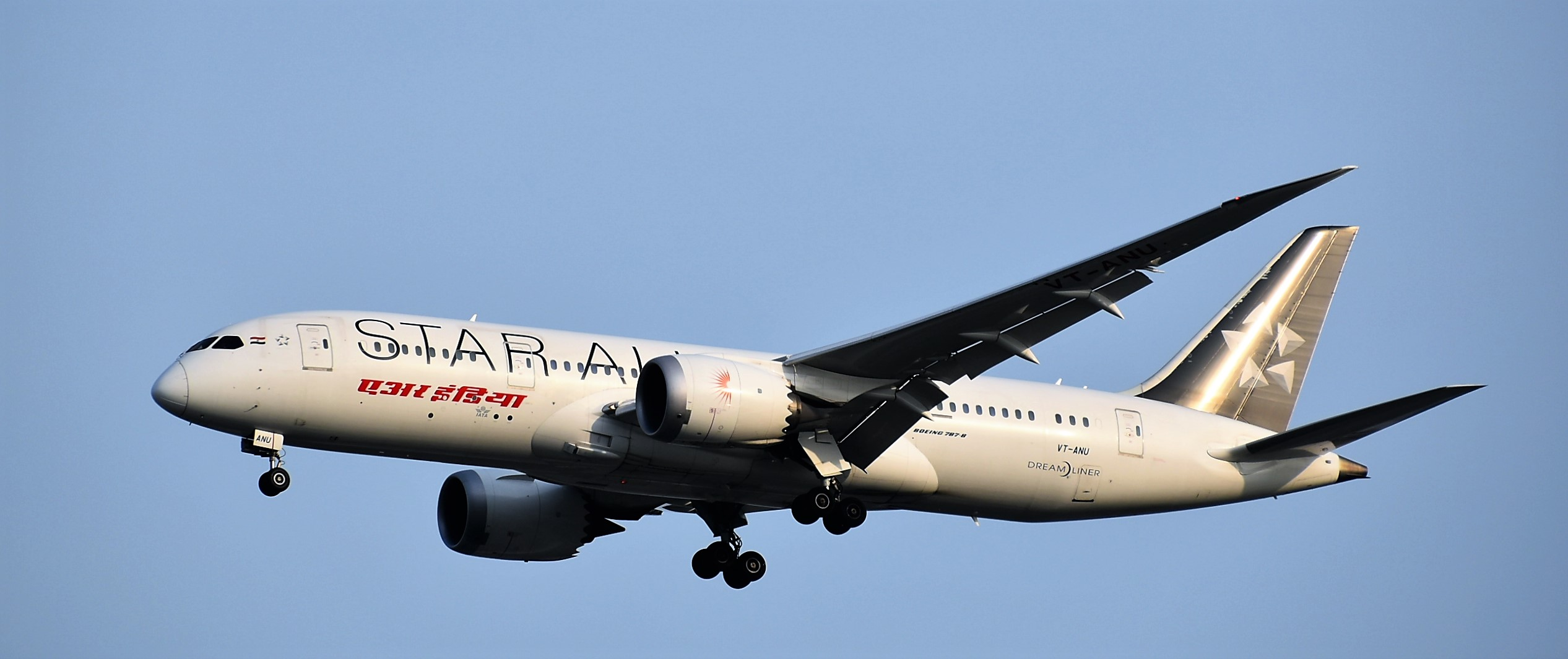
Livrée Star Alliance Air India
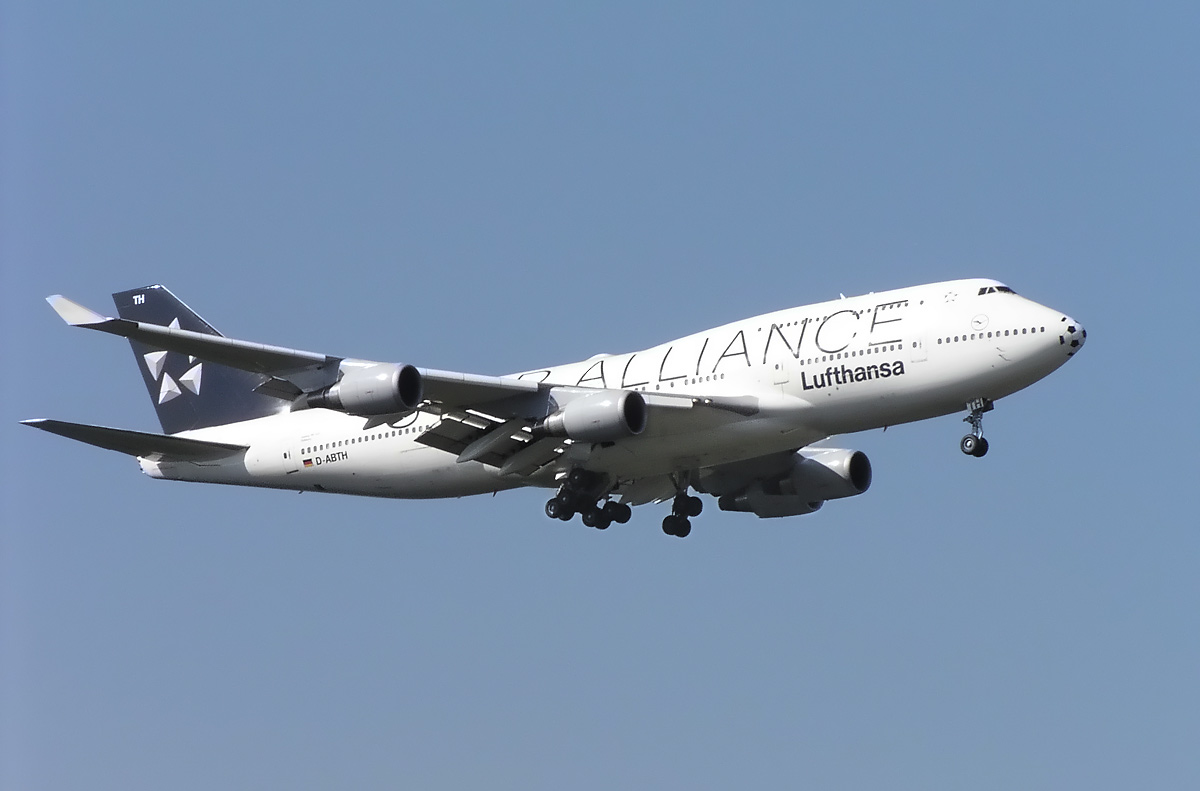
Livrée Star Alliance Lufthansa
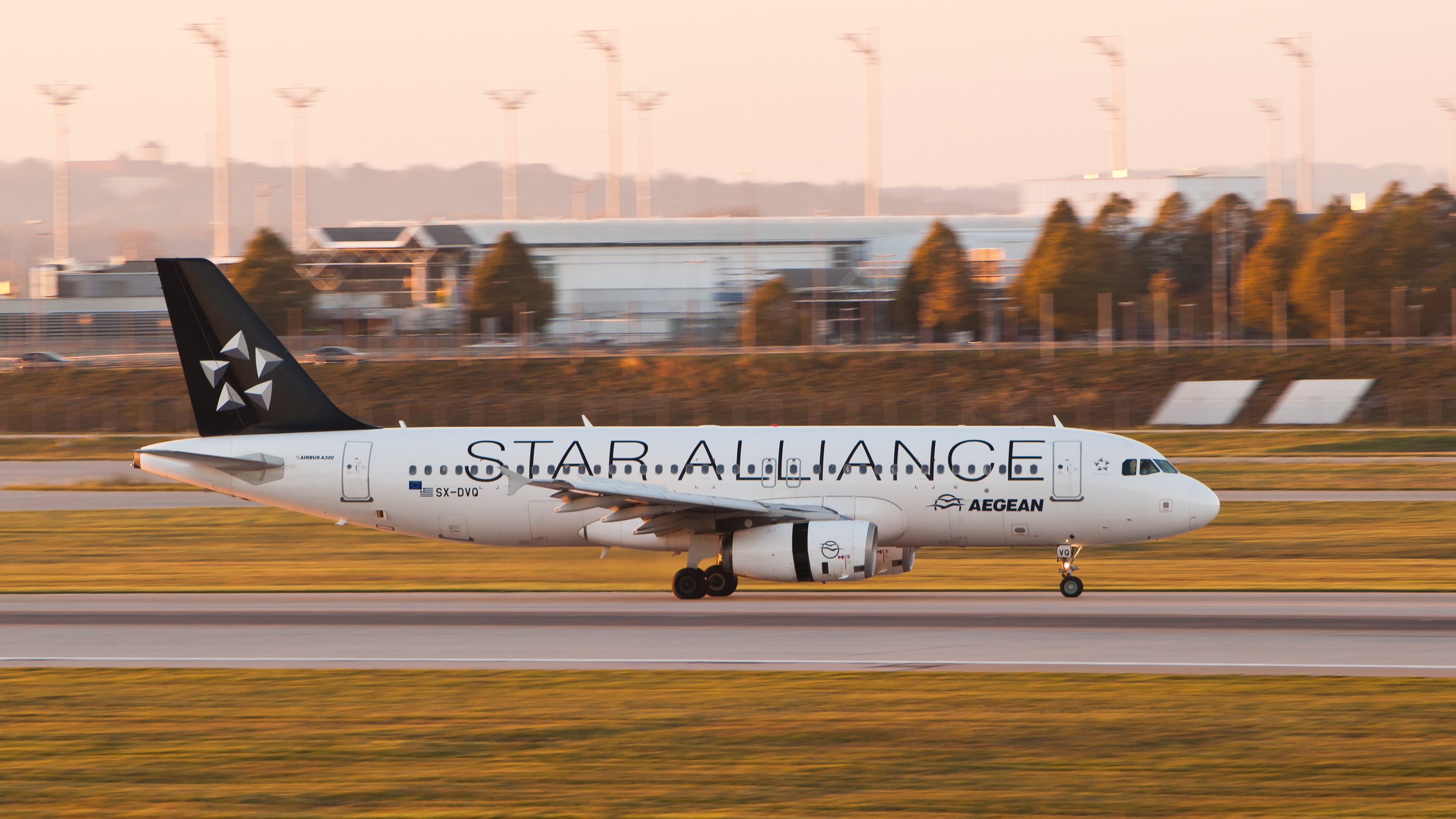
Livrée Star Alliance Aegean Airlines
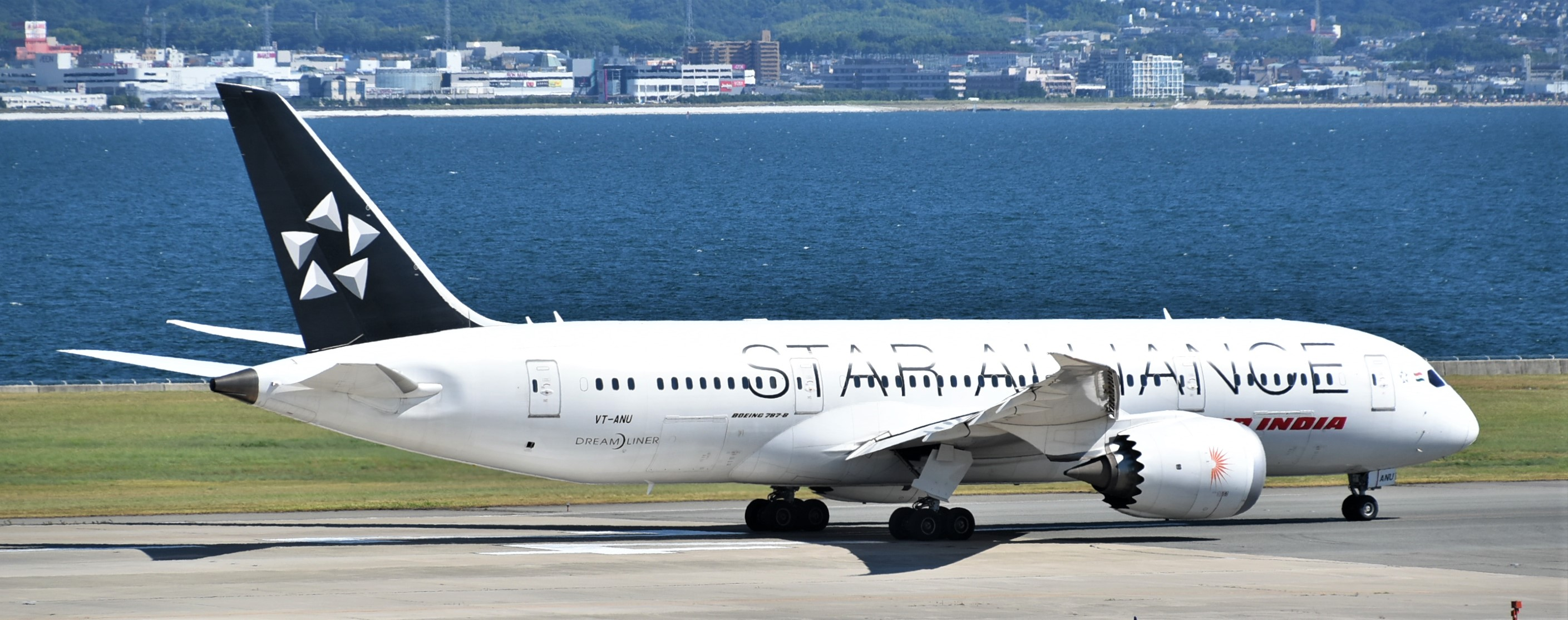
Livrée Star Alliance Air India
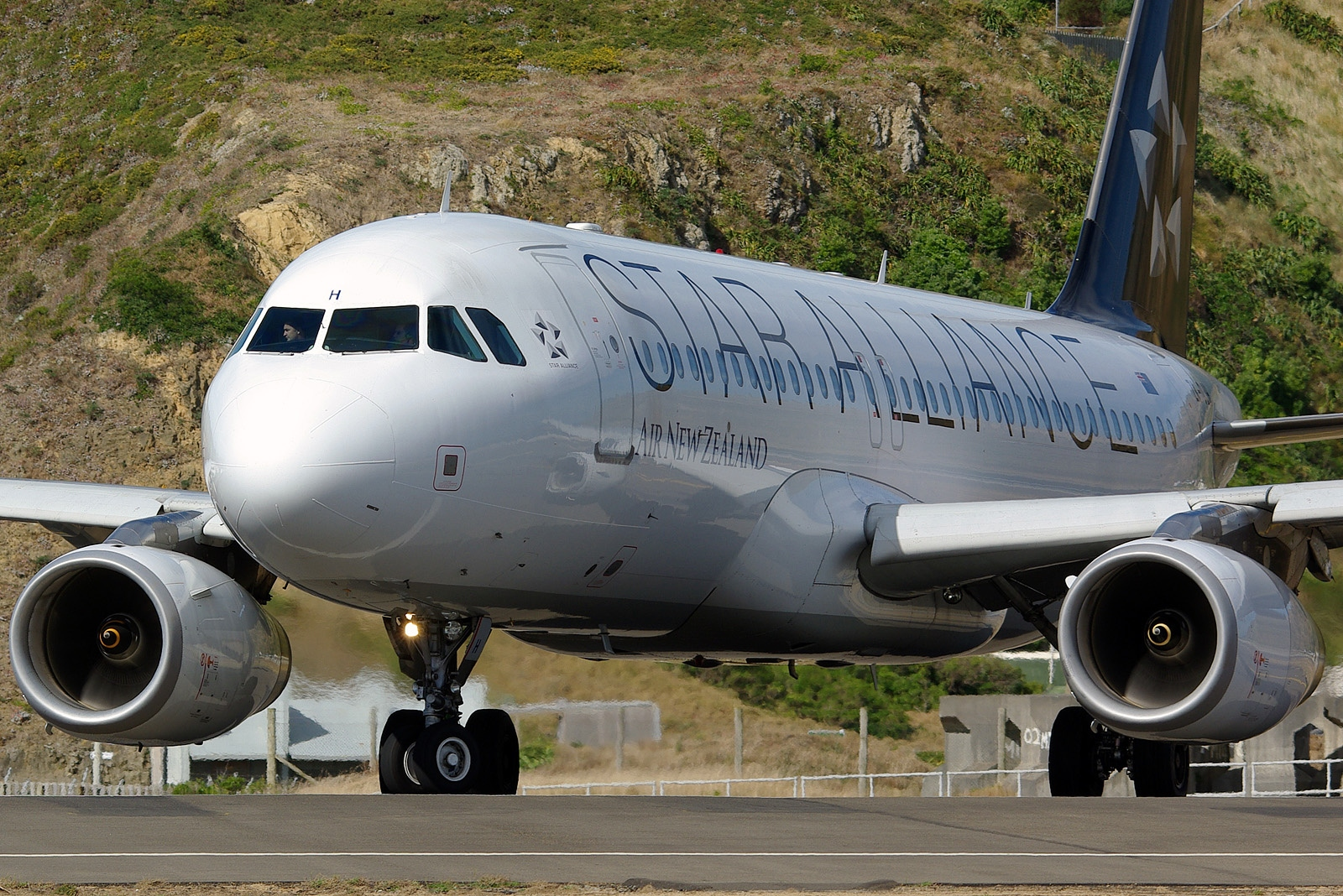
Livrée Star Alliance Air New Zealand
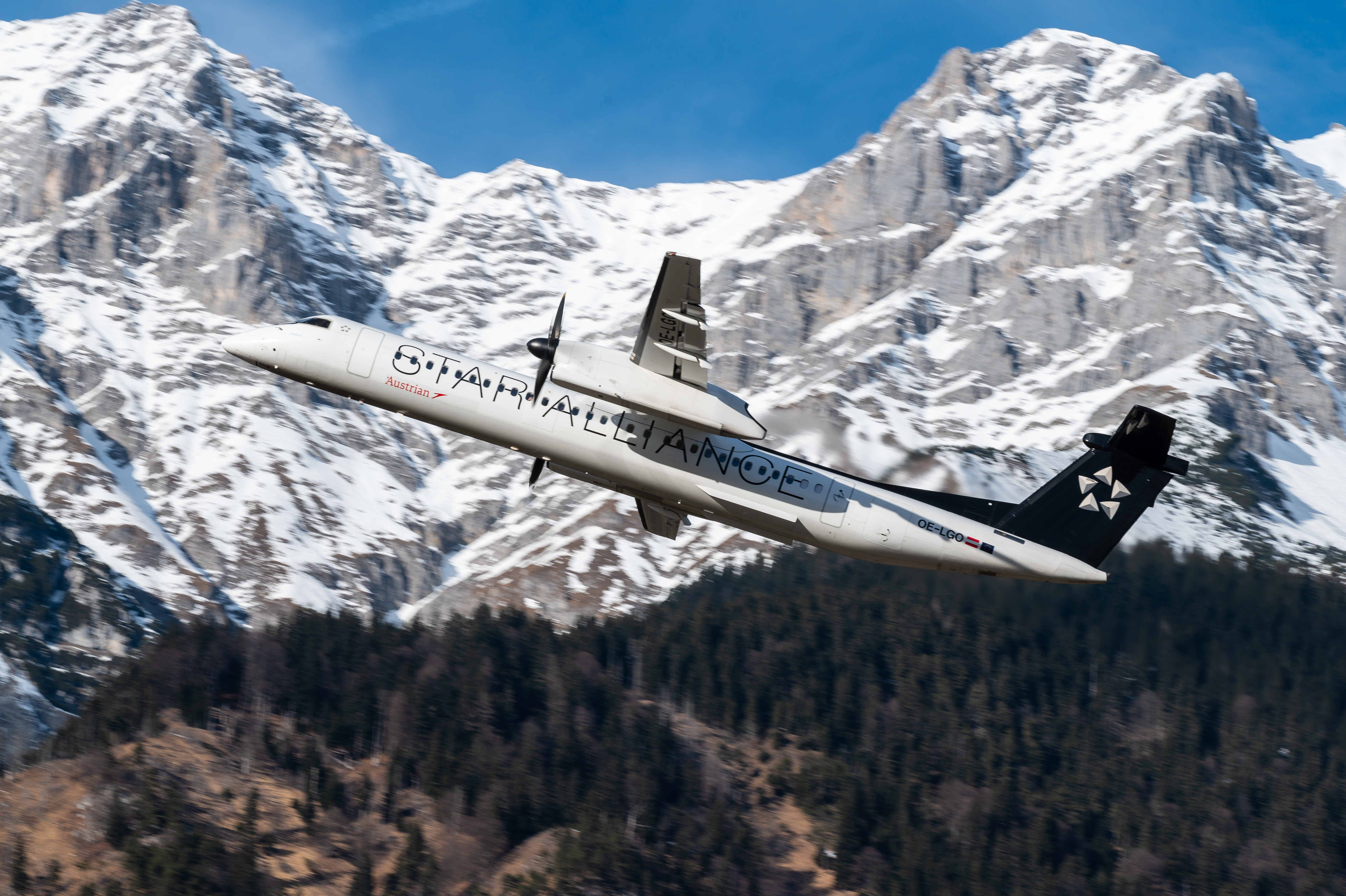
Livrée Star Alliance Austrian Airlines
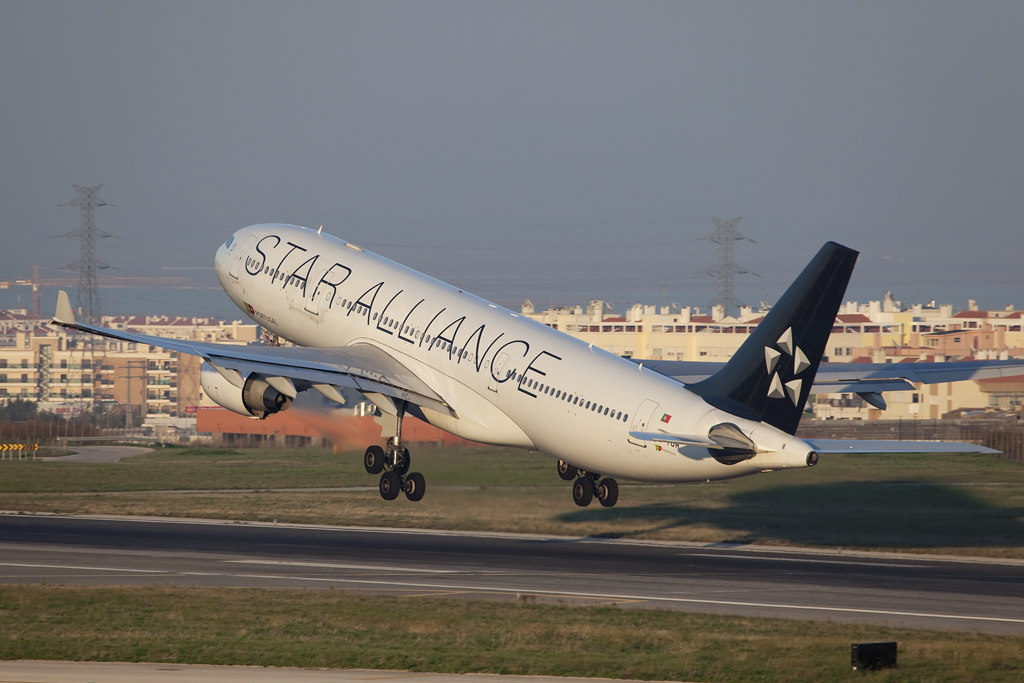
Livrée Star Alliance TAP Air Portugal